# Крещатое (Черниговская область)
Креща́тое (укр. Хрещате) — село в Черниговском районе Черниговской области Украины. Население 1191 человек. Занимает площадь 4,157 км².
Код КОАТУУ: 7422084701. Почтовый индекс: 17034. Телефонный код: +380 4646.

## Власть
Орган местного самоуправления — Коптевская сельская община. Почтовый адрес: 17050, Черниговская обл., Черниговский р-н, с. Копти, ул. Славянская, 51а.